# Latang
Latang is een bestuurslaag in het regentschap Sijunjung van de provincie West-Sumatra, Indonesië. Latang telt 874 inwoners (volkstelling 2010).